# Sławęcin (Basses-Carpates)
Pour les articles homonymes, voir Sławęcin.
Sławęcin est une localité polonaise de la gmina de Skołyszyn, située dans le powiat de Jasło en voïvodie des Basses-Carpates.